# ピアノソナタ第2番 (カプースチン)
ピアノソナタ第2番 ホ長調 作品54は、ニコライ・カプースチンが作曲したピアノソナタである。

## 概要
ウクライナに生まれ、モスクワ音楽院でアレクサンドル・ゴリデンヴェイゼルの下でピアノを学んだカプースチンは、モスクワ時代にジャズに出会った。ジャズ・オーケストラとともにソビエト連邦内を演奏旅行して回るなどして11年を過ごした。既に最初のピアノ協奏曲を1961年に作曲するなどしていたが、演奏家としてのキャリアに後押しされる形でクラシック音楽とジャズを組み合わせた楽曲を生み出していった。その融合は和声、リズム、旋律、そして構造にまで及ぶ。過去にもジャズを効果的に用いて新機軸としたクラシック音楽の作曲家は存在したが、それらとは異なりカプースチンの音楽はジャズの存在なしには考えられないものとなっている。作曲者自身はこうした作風を模索するようになった理由を尋ねられ「そうしたものを聴いたことがなかったから」と答えている。そしてそうした楽曲に「友人たちが大変な興奮をみせたとき、私は自分が正しい道を進んでいることを悟った」という。
即興的な発想で書かれているようでありながら、カプースチンの楽曲は全てクラシック音楽の方法論で記譜されている。彼は「ピアノソナタを即興することはできない」と述べ、書き留めることによって素材を一層巧みに扱えると考えていた。従って奏者は一切即興する必要がなく、クラシック音楽の教育を受けたジャズのイディオムに明るくない演奏家でも扱いやすく、それが故に多くの演奏家にとって手を出し易く、魅力的に映るという側面もある。
本作は1989年に書かれており、1984年のピアノソナタ第1番と同様に比較的キャリアを重ねた後の作品である。以降、多数のピアノソナタが作曲されたが、中でもこの2番は規模の大きな作品である。枠組みとしては伝統的な4楽章構成を取っているが、ピアノ書法は手の回転やひねりに伝統の枠を超えた新しい発想で満たされている。しかし、そうでありながら手が鍵盤に上手く収まるように工夫されており、ピアニストのマルカンドレ・アムランはカプースチンをニコライ・メトネルと並んでピアノ史上、鍵盤上で手を最も快適に保つ作曲家であると考えている。

## 楽曲構成

### 第1楽章
Allegro molto 2/2拍子
ソナタ形式。4小節の序奏に続いて元気のよい第1主題が出される。第2主題は対比されるというよりも、さらに快活な主題であり、提示部の最後に至ってようやく落ち着きが得られる。展開部は主題のアカデミックな扱いにより開始され、やがてスウィングのリズム、ブギウギへと移っていく。再現部を終えた後に置かれる長いコーダはそれまでの熱狂から一転して静かで落ち着いた内容となっており、第1主題を引用しながらも音量を控えて主部の熱量と釣り合いを取っている。

### 第2楽章
Scherzo： Allegro assai 12/8拍子
緊密に構成されたスケルツォ。同音連打を伴う勢いのあるスケルツォ部とより軽やかな中間エピソードによる。スケルツォ部は12小節のブルースからなる和声進行の繰り返しで作られている。中間部からは自然にスケルツォへと回帰し、鋭い勢いを落とすことなく終結する。

### 第3楽章
Largo
ジャズのバラードの様式による緩徐楽章。急くことなく、緩やかに進みながらも様々に表情を変化させていく。冒頭の主題が回帰すると、最後は途切れることなく終楽章へ接続される。

### 第4楽章
Allegro - Allegro vivace
ストライドのリズムと高いピアノ技巧が光る楽章。8小節の猛烈な序奏に続いて左手のストライドが特徴的な主部に至る。スティーヴン・オズボーンは主部についてアート・テイタムの影響が明らかであると述べるが、アムランはそれが速弾きされ過ぎることに起因する誤解であり、作曲者自身はカントリー・ミュージックの影響であると述べていたという逸話を紹介している。拍子は常に4/4、7/8、4/4、5/8が交代し続ける形で書かれており、これが最後まで続くために数多くの予想外のアクセントに遭遇することになる。また曲中には十二音音列が忍ばされている。曲は高い運動性を維持したまま、最後はなだれ落ちるような下降音型によりあっさりと終了する。